# Cantón de Fauville-en-Caux
El cantón de Fauville-en-Caux era una división administrativa francesa, que estaba situada en el departamento de Sena Marítimo y la región de Alta Normandía.

## Composición
El cantón estaba formado por dieciocho comunas:
- Alvimare
- Auzouville-Auberbosc
- Bennetot
- Bermonville
- Cleville
- Cliponville
- Envronville
- Fauville-en-Caux
- Foucart
- Hattenville
- Hautot-le-Vatois
- Normanville
- Ricarville
- Rocquefort
- Sainte-Marguerite-sur-Fauville
- Saint-Pierre-Lavis
- Yébleron

## Supresión del cantón de Fauville-en-Caux
En aplicación del Decreto n.º 2014-266 de 27 de febrero de 2014, el cantón de Fauville-en-Caux fue suprimido el 22 de marzo de 2015 y sus 18 comunas pasaron a formar parte; diecisiete del nuevo cantón de Saint-Valery-en-Caux y una del nuevo cantón de Yvetot.